# Abborrtjärnen (Sorsele socken, Lappland, 722837-159181)
Abborrtjärnen är en sjö i Sorsele kommun i Lappland och ingår i Umeälvens huvudavrinningsområde.